# Országos Rendező Iroda
A Kádár-korszak fokozatosan enyhülő állami kultúrpolitikáját az Aczél György nevéhez fűződő legendás Tűrt, Tiltott és Támogatott kategóriák határozták meg.
Ebben a struktúrában az Országos Rendező Iroda (rövidítve: ORI) a könnyűzenéért és a belföldi koncertszervezésért, illetve a műsoros előadások rendezésével, valamint az előadóművészi működésekkel kapcsolatos egyes feladatok ellátásáért felelős állami monopóliumjellegű szervezetként működött. 1958-ban alapították, 1991-ig működött. Székháza a Vörösmarty tér nyugati oldalán 1966-1971 között a Haas-palota helyére épült modern épület volt (a pesti szleng tréfásan „Elizélt palotának” nevezte), melyet 2005-ben lebontottak. A szocializmus idején a Magyar Hanglemezgyártó Vállalat (MHV), a Nemzetközi Koncertigazgatóság (NKI) és az Országos Szórakoztatózenei Központ (OSZK) mellett a könnyűzenei életet meghatározó intézmény volt.
a kulturális miniszter közvetlen felügyelete alatt álló, költségvetési folyószámlán gazdálkodó, jogi személyként működő hivatásos állami rendező szerv

## Története
1958-ban önállósult a komolyzene területén hasonló szerepet betöltő Filharmóniával, valamint a Nemzetközi Koncertigazgatósággal (NKI) együtt az Állami Hangverseny- és Műsorigazgatóságból. Hivatalosan február 1-jén jött létre, de teljes önállóságra csak az Állami Hangverseny- és Műsorigazgatóság 1964-es megszüntetésével tett szert. Első igazgatója Lakatos Éva volt. Az ORI szervezte a koncerteket, folyósította a művészek fizetését, így rajta keresztül valósult meg a könnyűzene cenzúrázása, ami elsődleges feladata volt.

## Az „ORI-botrány”
Mivel a rendszerváltás előtt a kifizetéseknek, gázsiknak államilag megállapított és szabályozott felső határértéket szabtak meg, az ORI vezetői kiskapukat találtak a legnépszerűbb haknizó művészek díjazásainak megnövelésére. A gázsikat úgy „többszörözték” meg, hogy nyugdíjasokra, és más „civilekre” is írattak kisebb-nagyobb összegeket, amelyeket aztán a fellépő művészek vettek fel. Néhány évig csendben ment ez a gyakorlat, de az 1988-ban megrendezett Interpop fesztivált követően a média felfigyelt erre a tevékenységre, és kirobbant a botrány.
„Rendkívüli nagyságú pénzügyi visszaéléseket állapított meg az Országos Rendező Iroda munkáját vizsgálva a Központi Népi Ellenőrzési Bizottság. A 168 óra műsorában Szilárd József, a KNEB munkatársa egyebek között elmondta, hogy az ORI egyes rendezvényeinek jegybevételei magántakarékkönyvekbe kerültek. Így például 1984 szilveszterén, az OKISZ Labor által megrendelt és kifizetett műsorokból 5,7 millió forint értékű jegyet adott el a Rendezőiroda, és ez az összeg különböző alkalmazottai betétkönyveibe vándorolt. Fantasztikusan magas összegeket fizettek ki a fellépő művészek hozzátartozóinak is. Például Sas József felesége három év alatt 685 000 forintot vett fel szerkesztői munkáért, amelyet minden alkalommal olyan műsoroknál végzett, amelyekben a férje is fellépett. A KNEB megállapításai szerint a Rendezőiroda rendszeresen jelentős munkadíjakat fizetett ki 70-80 éves nyugdíjasoknak, akiket állítólag szervezési- és technikai munkatársakként alkalmaztak. Az idős emberek pénzeit meghatalmazottak vették fel. Szilárd József elmondta azt is, hogy az 1988-as, 4,5 milliós vesztességgel zárult Interpop fesztiválon az illetékes minisztérium Rendezőirodát felügyelő főosztályvezetője is több tízezer forint munkadíjat vett fel az ORI-tól. Majd nem sokkal később, a rendező iroda igazgatója, a tavaly ősszel öngyilkosságot elkövetett Bulányi László, 130 000 forint rendkívüli jutalomra kapott engedélyt ugyanettől a főosztálytól. A KNEB vizsgálata arra is fényt derített, hogy az OKISZ Labor egy nyugdíjas alkalmazottja, Futár András tavaly 958 000 Ft honoráriumot kapott az Országos Rendező Irodától. A Népi Ellenőrzési Bizottság még egy sor nagy összegű szabálytalan kifizetésre bukkant."
A legutolsó hírt a 168 Óra egy héttel később kiegészítette:
Felelős szerkesztő: Mester Ákos - Jó napok kívánok kedves hallgatóink. Műsorunk 19. évfolyamának 2. számával, a 879. adással köszöntöm Önöket, és mivel én az adásunkkal egyidőben zajló budapesti pártaktíva színhelyéről jelentkezem majd a későbbiekben, most a szokásos beköszöntőt hangszalagra vettük, mert szeretnék valamit elmondani még a tartalomjegyzék előtt.
Múlt heti műsorunkban nyilatkozott az ORI-nál végzett vizsgálatról a KNEB illetékes munkatársa. Ámde hallgatói észrevételek és más jelek is arra utalnak, hogy félreértésre adott okot a riportban elhangzott néhány nem teljes információ. Hogy csak egyetlenegy példát mondjak: úgy tűnhetett, hogy teszem azt Sas József és felesége munka nélkül vettek fel honoráriumot, holott a KNEB-jelentésből kiderül, hogy az összeget három év alatt, 61 előadásért vették fel, következésképpen nem egy esztendő alatt és nem munka nélkül jutottak jövedelemhez, ahogy ezt többen helytelenül feltételezik a múlt heti riportban elhangzott KNEB-nyilatkozatból. A tisztesség úgy kívánja, hogy ezt elmondjuk itt és most. Miközben az is valószínű, hogy vannak még jócskán tisztáznivaló az Országos Rendező Iroda működésével kapcsolatban.
Őszintén megmondom, tegnap itt a szerkesztőségben egymás közt is vitatkoztunk, hogy folytassuk-e a témát vagy ne, és végül is abban állapodtunk meg, hogy bár vannak újabb riportfelvételeink, nem tesszük közzé őket, ugyanis a történtek pontos tisztázása nem a mi dolgunk, következésképpen az úgynevezett ORI-botrányra csak akkor térünk vissza, amikor azok az illetékesek is elvégezték a maguk dolgát, akik föltehetően átveszik a Központi Népi Ellenőrzési Bizottság jelentését további vizsgálódás céljából, hogy kiderüljenek a tények akár mentő, akár súlyosító körülmények.
A rendszerváltás felé közeledve, a kipattant botránynak is köszönhetően az ORI elvesztette pártállami jogait, monopóliumát. 1989-1990-ben megpróbált piacon maradni az egyre több rendezvényszervező cég mellett. Azonban akkor már az állami szégyenfoltnak számító ORI élére előbb a Művelődési Minisztérium miniszteri biztost állított, majd 1991 nyarán feloszlatta.

## Igazgatói
- Lakatos Éva
- Keszler Pál
- Bulányi László